# Протадий (майордом)
Протадий (лат. Protadius; убит в 605, Кьерзи-сюр-Уаз) — майордом Бургундии в 605 году.

## Биография
Основным историческим источником о жизни Протадия является «Хроника» Фредегара.
Протадий был выходцем из галло-римской семьи. Фредегар описывал его как «умного и способного мужа, но иногда ужасно жестокого». К началу VII века Протадий стал одним из наиболее влиятельных лиц при дворе короля Бургундии Теодориха II. По свидетельству Фредегара, этому способствовала любовная связь Протадия с бабкой правителя Бургундии, королевой Брунгильдой.
Потворствуя прихотям своей любовницы, Протадий преследовал архиепископа Вьенна Дезидерия. Причиной конфликта была критика, которой архиепископ подвергал развратный образ жизни Брунгильды и Теодориха II. Заручившись поддержкой архиепископа Лиона Аридия, Протадий в 603 году организовал проведение церковного собора в Шалон-сюр-Соне. Здесь Дезидерий, обвинённый в домогательствах к одной из своих прихожанок, был приговорён к смещению со своей кафедры и ссылке.
По ходатайству Брунгильды в 604 году Теодорих II наделил Протадия титулом патриция и после смерти герцога Вандальмара передал под его управление земли к востоку от Юры. В это же время Брунгильда, желая ещё более возвысить своего любовника, вознамерилась наделить его должностью майордома, которую в это время занимал Бертоальд. Из-за её интриг тот был послан с небольшим отрядом воинов собирать налоги с недавно завоёванных у Нейстрии земель. Там Бертоальд подвергся нападению нейстрийского войска, во главе которого стояли принц Меровей и майордом Ландерик. В начавшейся войне успех сопутствовал королю Теодориху II, который в сражении около Этампа разгромил войско нейстрийцев. Однако в этом бою пал майордом Бертоальд: он сам искал смерти в битве, зная, что всё равно вскоре утратит влияние при дворе из-за интриг Брунгильды и Протадия.
В начале 605 года по просьбе королевы Брунгильды Теодорих II назначил Протадия преемником Бертоальда на должности майордома. Фредегар сообщал, что на этом посту Протадий своими грубостью, стяжательством и чрезмерной требовательностью к выплатам налогов нажил себе множество влиятельных врагов.
Под влиянием королевы Брунгильды, желавшей отомстить знатным австразийцам за своё изгнание, в этом же году Теодорих II начал военные действия против своего единокровного брата, короля Теодеберта II. Командование войском было возложено на Протадия, горячего сторонника этой войны. Однако во время сбора в Кьерзи в войске вспыхнул мятеж. Не желавшие войны знатные воины в отсутствие Теодориха окружили королевский шатёр и потребовали от Протадия заключить мир с австразийцами. Когда же он отказался это сделать, бунтовщики убили его. По свидетельству Фредегара, одну из главных ролей в убийстве сыграл герцог Алеманнии Унцелен. После убийства Протадия Теодорих II был вынужден заключить мир с королём Теодебертом II.
Новым майордомом Бургундии был назначен Клавдий. При нём некоторые из тех, кто был замешан в убийстве Протадия (например, герцог Унцелен и патриций Вульф), под различными предлогами были казнены или искалечены.